# الأزمة الاقتصادية لأمريكا الجنوبية 2002
الأزمة الاقتصادية لأمريكا الجنوبية عام 2002 هي اضطرابات اقتصادية نشأت في عام 2002 في بلدان أمريكا الجنوبية مثل الأرجنتين والبرازيل وأوروغواي.
كان الاقتصاد الأرجنتيني يعاني من عجز مستمر في الإنفاق وعبء ديون مرتفع للغاية، وتضمنت إحدى محاولات إصلاحه تثبيت أسعار صرف عملته مقابل الدولار الأمريكي. عندما خفضت البرازيل بصفتها أكبر جاراتها وشريكها التجاري الأكبر، قيمة عملتها في عام 1999، منعها ربط العملة الأرجنتينية بالدولار الأمريكي من مضاهاة أي من هذا الانخفاض في قيمة العملة، تاركًا سلعها القابلة للتداول لتكون أقل قدرة على المنافسة مع الصادرات البرازيلية.
إلى جانب عدم التوازن التجاري ومشكلة ميزان المدفوعات، جعلت الحاجة إلى الائتمان لتمويل عجز الميزانية اقتصاد الأرجنتين عرضة للأزمة الاقتصادية وعدم الاستقرار. في عام 1999 انكمش اقتصاد الأرجنتين بنسبة 3.4٪. استمر الناتج المحلي الإجمالي في الانخفاض: 0.8 ٪ في عام 2000، و4.4 ٪ في عام 2001، و10.9 ٪ في عام 2002. قبل عام واحد في البرازيل أدى انخفاض مستوى المياه في محطات الطاقة الكهرومائية إلى جانب الافتقار إلى الاستثمار طويل الأجل في أمن الطاقة، وأدى إلى الدفع بالبلد للقيام ببرنامج ترشيد الطاقة، مما أثر سلبًا على الاقتصاد الوطني.